# I Stay Away
«I Stay Away» — песня американской рок-группы Alice in Chains, второй сингл с альбома Jar of Flies (1994).

## История записи
Песня «I Stay Away» была записана музыкантами Alice in Chains во время студийных сессий в London Bridge Studio в сентябре 1993 года. Для её исполнения был привлечён струнный квартет. Несмотря на то, что гитарист Джерри Кантрелл не владел нотной грамотой, он собрал классических музыкантов вокруг себя, взял гитару в руки и показал, что он хотел бы услышать в результате.
Сразу после окончания записи звукорежиссёр Jar of Flies Тоби Райт включил песню «I Stay Away» в число своих любимых на пластинке: «Я думаю, „Don’t Follow“ является настоящим шедевром, если учесть, чем она была изначально и чем стала. Я также люблю „I Stay Away“ и „No Excuses“. Я считаю весь Jar of Flies потрясающим; когда я его включаю, то плачу и смеюсь одновременно».

## Выпуск песни
Альбом Jar of Flies вышел 25 января 1994 года и дебютировал на первом месте хит-парада Billboard 200. «I Stay Away» была выпущена в качестве сингла, как и несколько других песен — «No Excuses» и «Don’t Follow». «I Stay Away» дебютировала в чарте Billboard Mainstream Rock 12 февраля 1994 года, провела в хит-параде 26 недель и достигла десятого места. В журнале Rolling Stone альбом удостоился наивысшей оценки: пять звёзд из пяти. Обозреватель особо подчеркнул струнные инструменты, которые «облегчили» (англ. lighten) песню «I Stay Away». В 1995 году песня была номинирована на получение премии «Грэмми» в категории «Лучшее хард-рок-исполнение».
В 1999 году «I Stay Away» была включена в сборник Alice in Chains Music Bank. В аннотации к альбому Джерри Кантрелл указал, что песня стала первой, записанной с новым бас-гитаристом Майком Айнезом, в начале 1993 года заменившим Майка Старра. В то же время, формально, первой студийной работой Alice in Chains с Майком Айнезом считаются две песни к саундтреку «Последний киногерой», записанные в апреле 1993 года.

## Видеоклип

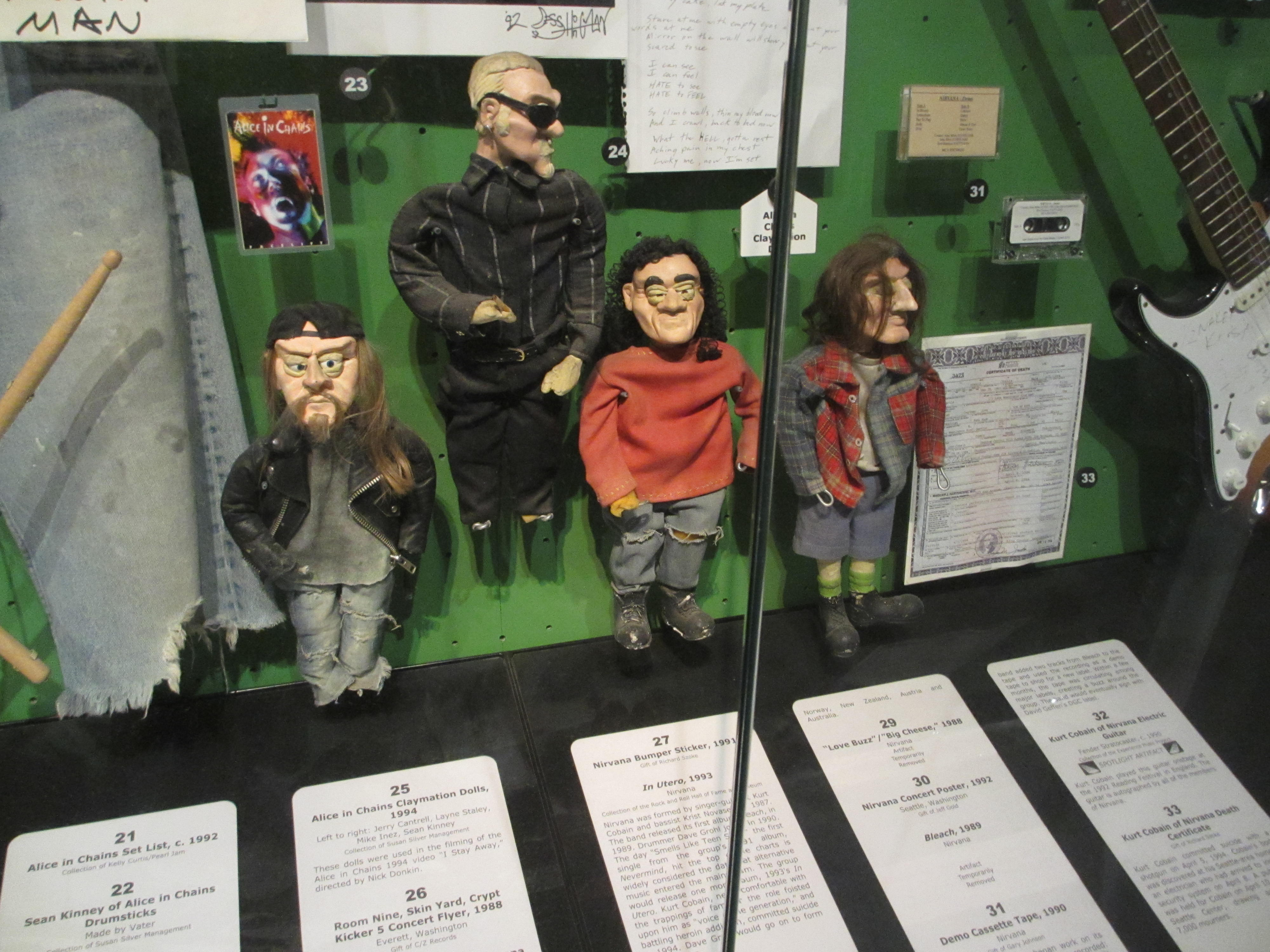
Куклы музыкантов Alice in Chains из видеоклипа «I Stay Away»

На песню был снят анимационный видеоклип с пластилиновыми персонажами. По сюжету группа приезжает в помещении бродячего цирка и наблюдает за переполохом, который вызван выпущенными из банки мухами. Видеоклип, снятый режиссёром Ником Донкином, впоследствии стал считаться классикой жанра, а фигурки персонажей музыкантов Alice in Chains экспонируются в Зале славы рок-н-ролла.

## Места в чартах
| Чарт (1994)                     | Высшая позиция |
| ------------------------------- | -------------- |
| США (Billboard Mainstream Rock) | 10             |